# Педро Пасос Коељо
Педро Мануел Мамеде Пасош Коељо (порт. Pedro Manuel Mamede Passos Coelho; Коимбра, 24. јули 1964) је председник Социјалдемократске партије и бивши премијер Португалије.
Рођен је у области Коимбра, у породици лекара и медицинске сестре. Детињство је провео у Анголи, тадашњој португалској колонији где је његов отац био лекар. После револуције 1974. године и проглашења независности Анголе, враћају се у Португалију.
Члан Социјалдемократске партије Португалије постаје са 14 година.
Постаје посланик у скупштини Португалије и парламентарној скупштини НАТО-а 1991. године. Неуспешно се кандидује за градоначелника града Амадора 1997. године.
Постаје потпредседник партије 2005. године, а 2008. године кандидат за председника своје партије.

## Председник владе Португалије
Након парламентарних избора одржаних у јуну 2011. године, Пасош Коељо је изабран за премијера Португалије уз помоћ Народне партије са којом су направили коалицију десног центра. На месту премијера заменио га је Антонио Кошта из Социјалистичке партије.